# 高安奈緒子
高安 奈緒子（たかやす なおこ、1992年〈平成4年〉11月22日 - ）は、日本の気象キャスター、気象予報士、防災士。株式会社ウェザーマップ所属。愛称は「なおちゃん」「なおこーん」。
ウェザーニューズ所属当時は、旧姓の「角田」（かくた）名義で活動していた。

## 来歴
1992年11月22日、奈良県橿原市に生まれる。奈良県立郡山高等学校、大阪教育大学教育学部（学校教育教員養成課程小中教育専攻・国語教育コース）卒業。
大学在学中は橿原市の観光親善大使『さらら姫』として活動。卒業後は大阪市梅田の企業で営業員として勤務。
2016年に行われた第10期ウェザーニュースキャスターオーディションに応募し、最終選考に選出。オーディションイベントにて一般投票により第1位となり、同年8月28日にお披露目、社内研修後の同年9月12日、SOLiVEモーニングにてデビュー。SOLiVE24（ウェザーニュースLiVE）キャスターとなる。
2020年4月に公式Twitterにて気象予報士試験に合格したことを報告。同年12月結婚したことを報告した。
2022年3月23日の放送内で、同月末をもってウェザーニュースLiVEを卒業することが発表された（最終出演は29日のウェザーニュースLiVE・サンシャイン）。
2022年4月1日よりウェザーマップに移籍して、TOKYO MXの堀潤モーニングFLAGにて気象予報士として活動。
2023年、第1子懐妊を報告し、産休入りすることを発表。同年7月2日に第1子女児を出産し、同年9月からレギュラー番組に復帰している。

## 人物・エピソード
- 奈良県橿原市出身[4]。3人兄妹の長女として生まれる[23]。容姿は小柄で童顔であり、実年齢より若く見られる事も多い。父は大阪府出身の医療職、母は兵庫県出身の看護師[24]。また本人によると親戚に「蚊取り線香会社の偉い人」がいる[25]。
- 幼少期は「母の後ろに隠れて出てこないような、人見知りの恥ずかしがり屋でした」と述懐しており[26]、1対1の会話が苦手である事を番組内でも述べている[9]。またゲーム好きであり幅広くプレイしているが、幼少期は「ゲームに厳しい家庭」であったため、TVゲームをやることは禁止されていた。
- 運動はあまり得意ではなく、握力は9しかない[27]。小学校時代は水泳、中学時代はバレー部[28]、高校時代は吹奏楽部に所属していた[29]。大学時代にはよさこいサークルに所属しており、ウェザーニューズオーディションの自由演技では、よさこいを披露した[30]。
- 自身の性格について「大雑把ですね。細かいところは気にしないし、過ぎたことはクヨクヨしない。そして、とにかくマイペース。ご飯を食べるのもとにかく遅いし、自分のリズムが何よりも大事だと思っています」と述べている[23]。
- 落ち着いた雰囲気で、何事もそつなくこなすタイプにみられるが、重度のめんどくさがり屋と述べるなど[31]、ずぼらな性格であり「実家に住んでいた時は、自分の部屋にあるカレンダーは3年に1回くらい変えていた」[32]「脱いだ洋服は全部、ダイニングテーブルの椅子に掛けられなくなるまで掛け続ける」などのエピソードがある[33]。また食べるのがめんどくさいと思うことがあるからなど、食に対してあまり執着がない旨を述べている。[31]
- 競馬が好きであり、きっかけは番組内で取り上げていた競馬場天気。「儲けるためじゃなくて楽しむためにやりたい」として100円以上賭けない馬券の買い方である[34]。2021年8月22日の札幌記念では、3連単を初めて当てた[35]。好きな馬はゴールドシップ[36]、ソダシ、メロディーレーン[37]。
- 子供の頃に金魚、クワガタ、カブトムシを飼っており、中でもクワガタは父が100匹ほど飼っていた[38]。比較的虫と触れ合う時間が多い生活であったため、大人になった今でも虫への苦手意識はないとのこと[36]。
- オーディション番組やかわいい子を観るのが好きである[29]。また同キャスターである武藤彩芽について「世界一綺麗な人。大切な後輩でもあるし、写真を何度も見てしまう程のガチファンです」と公言している[39]。
- 所持資格は普通自動車免許[6]、小学校教諭一種普通免許[40]、中学校教諭一種普通免許（国語）[41]、高等学校教諭一種普通免許（国語）[41]、日本漢字能力検定2級[42]、防災士[43]、気象予報士[17][18]。
- 好きな食べ物はカルボナーラ[44]、牛タン、赤飯[33]、サクランボ[45]、AU BON VIEUX TEMPSの焼き菓子[46]、ミスタードーナツのハニーチュロ[47]、Swissmissのココア[48]。
- 好きなものはお笑い芸人[49]、80年代のアイドルやファッション[50]、散歩[51]、読書[48]。吉住渉作品が好きであり、中でもママレード・ボーイやミントな僕らに描かれているファッションが好きとのこと[52]。
- 苦手な食べ物は辛いもの[53]、炭酸[54]。苦手なことは掃除[55]。

## 出演

### 現在
- 堀潤モーニングFLAG（2022年4月1日 - 、TOKYO MX） - お天気キャスター ※水曜、木曜、金曜担当
- Nスタ （2022年10月2日 - 、TBS） - 日曜版天気キャスター

### 過去

#### ウェザーニュースLiVE
- ウェザーニュースLiVE・モーニング
- BSフジ×ウェザーニュース（5時 - 5時30分）
- ウェザーニュースLiVE・サンシャイン
- ウェザーニュースLiVE・コーヒータイム
- ウェザーニュースLiVE・アフタヌーン
- ウェザーニュースLiVE・イブニング
- ウェザーニュースLiVE・ミッドナイト

#### SOLiVE24
- SOLiVE モーニング
- SOLiVE サンシャイン
- SOLiVE コーヒータイム
- SOLiVE アフタヌーン

#### ウェザーマップ所属時
- ウィークエンドウェザー（2022年4月2日 - 9月24日、TBS）※関東ローカル